# Aeroportul Wonenara
Aeroportul Wonenara (IATA: WOA) este un aeroport din Eastern Highlands Province⁠(d), Papua Noua Guinee.
aeroportul dispune de o singură pistă.